# Хмелева Поляна
Хмелева Поляна (рос. Хмелёвая Поляна) — присілок в Дальнеконстантиновському районі Нижньогородської області Російської Федерації.
Населення становить 52 особи. Входить до складу муніципального утворення Богоявленська сільрада.

## Історія
Від 2009 року входить до складу муніципального утворення Богоявленська сільрада.

## Населення
| 2002 | 2010 |
| ---- | ---- |
| 51   | ↗52  |